# Trichodiadema intonsum
Trichodiadema intonsum es una  especie de planta suculenta perteneciente a la familia de las aizoáceas. Es originaria de Sudáfrica

## Descripción
Es una pequeña planta suculenta perennifolia, que alcanza un tamaño de 5 a 15 cm de altura. Se encuentra a una altitud de 20 - 150  metros en Sudáfrica.

## Sinonimia
- Mesembryanthemum intonsum Haw. (1824) basónimo
- Mesembryanthemum intonsum var. rubicundum Haw.
- Trichodiadema bulbosum (Haw.) Schwantes
- Mesembryanthemum bulbosum Haw. (1824)
- Trichodiadema concinnum L.Bolus (1964)[1][2]